# Barueri
Barueri est une ville de l'État de São Paulo, au Brésil. Elle comptait 240 656 habitants en 2006.

## Géographie
La municipalité s'étend sur 64 km2, à une altitude de 719 m. Barueri se trouve à 25 km à l'ouest de São Paulo et à 1 004 km au sud de Brasilia.
Le riche lieu-dit de Alphaville est établi sur une partie de Barueri et de Santana de Parnaíba.

## Démographie
| Évolution de la population (municipalité) | Évolution de la population (municipalité) | Évolution de la population (municipalité) | Évolution de la population (municipalité) |
| Année                                     | Population                                |                                           | %±                                        |
| ----------------------------------------- | ----------------------------------------- | ----------------------------------------- | ----------------------------------------- |
| 1950                                      | 10 447                                    |                                           | —                                         |
| 1960                                      | 31 562                                    |                                           | 202,1%                                    |
| 1970                                      | 37 808                                    |                                           | 19,8%                                     |
| 1980                                      | 75 338                                    |                                           | 99,3%                                     |
| 1991                                      | 130 799                                   |                                           | 73,6%                                     |
| 2000                                      | 208 281                                   |                                           | 59,2%                                     |
| 2010                                      | 240 749                                   |                                           | 15,6%                                     |
| 2022                                      | 316 473                                   |                                           | 31,5%                                     |
| ,                                         |                                           |                                           |                                           |